# Jean Béraud

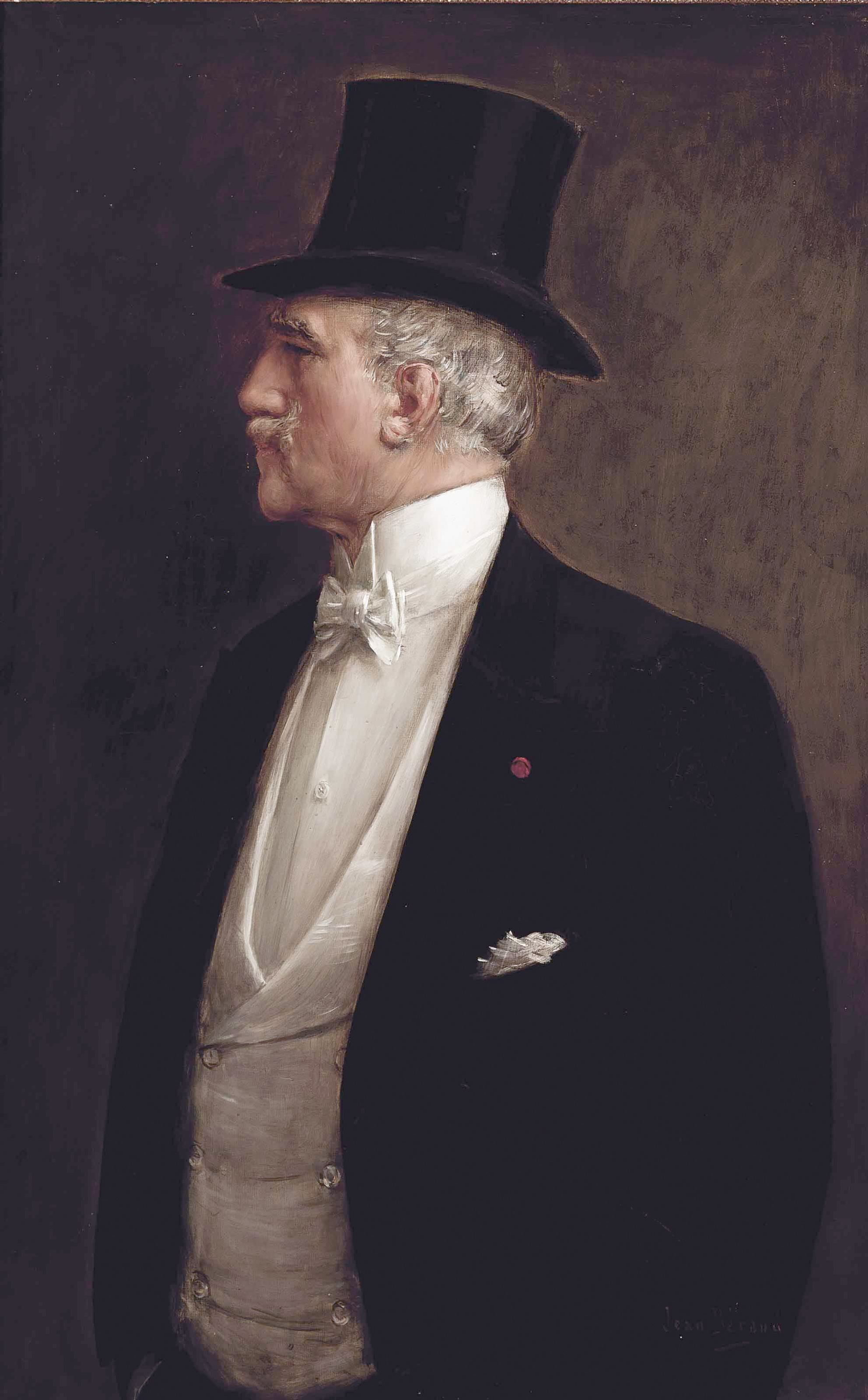
Selbstbildnis (ca. 1909)

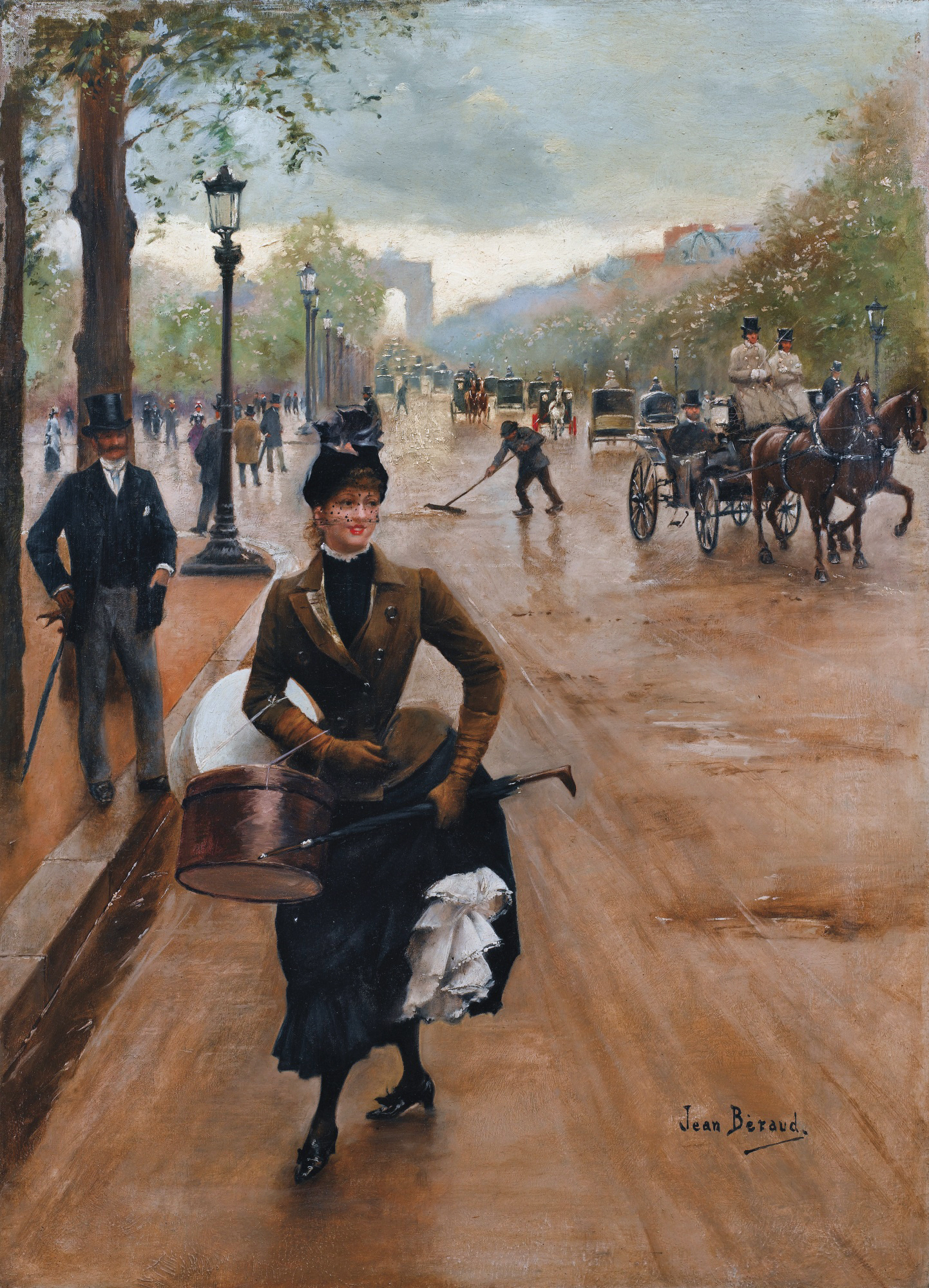
La Modiste sur les Champs-Elysées

Jean Béraud (* 31. Dezember 1848jul. / 12. Januar 1849greg. in Sankt Petersburg, Russisches Kaiserreich; † 4. Oktober 1935 in Paris) war ein französischer Maler und Graphiker. 

## Leben
Jean Béraud kam als Sohn des Bildhauers Jean Béraud und seiner Ehefrau Geneviève Eugénie Jacquin in Sankt Petersburg zur Welt. Zur Familie gehörten weiterhin seine Zwillingsschwester Mélanie sowie die Schwestern Adrienne und Estelle. Die Familie Jean Bérauds lebte zur Zeit seiner Geburt in Sankt Petersburg, da sein Vater, ein Bildhauer, hier beruflich tätig war. Vermutlich wirkte er an der Fertigstellung der neuen Isaakskathedrale mit. Nach dem Tod des Vaters 1853 kehrte die Familie nach Paris zurück. Hier besuchte er zunächst das Lycée Bonaparte (heute Lycée Condorcet) und nahm anschließend ein Jurastudium auf, um Rechtsanwalt zu werden. Nach dem Deutsch-Französischen Krieg entschied er sich jedoch für eine künstlerische Ausbildung. Béraud besuchte zwei Jahre die École des Beaux-Arts und wurde Schüler Léon Bonnats. Anschließend bezog Béraud ein eigenes Atelier im Künstlerviertel Montmartre.
Von 1873 bis 1889 stellte er regelmäßig im Pariser Salon aus. Erste Anerkennung erhielt er hier 1876 für das Gemälde  Le Retour de l'enterrement (Der Heimweg von der Beerdigung). Seit 1885 war Béraud Mitglied der Société des Pastellistes, die auf der Weltausstellung 1889 in einem eigenen Pavillon Werke ihrer Mitglieder zeigte. Béraud erhielt hier eine Goldmedaille. Von 1890 bis 1929 stellte er seine Bilder im Salon de la Société Nationale aus, den er zusammen mit Auguste Rodin, Jean-Louis-Ernest Meissonier und Puvis de Chavannes gründete.
1894 erhielt Jean Béraud die Ernennung zum Offizier der Ehrenlegion. Im Februar 1897 diente er seinem Freund Marcel Proust als Sekundant, als dieser sich mit dem Kritiker Jean Lorrain duellierte. Gegen Ende des 19. Jahrhunderts widmete er sich weniger seiner eigenen Malerei, sondern arbeitete in der Organisation der Société Nationale des Beaux-Arts, in zahlreichen Ausstellungsgremien und Jurys. Jean Béraud hatte nie geheiratet und keine Kinder. Sein Grab befindet sich neben dem der Mutter und der Zwillingsschwester auf dem Cimetière Montparnasse.

## Werk
Seinem Lehrer Bonnat folgend, begann Béraud seine Karriere als Porträtmaler. 1875 wandte er sich mit Leda erstmals einem mythologischen Thema zu. Das 1876 im Salon ausgestellte Retour de l'enterrement brachte für den Künstler den Durchbruch. Hierin zeigte er eine Trauergesellschaft nach der Beerdigung in entspannter Atmosphäre. Während sich ein Mann eine Zigarre anzündet, sind andere Personen im Gespräch vertieft. Diese Straßenszene bildete den Auftakt für zahlreiche ähnliche Motive. Seine Darstellungen der Champs-Elysées, der Hallen, von Montmartre oder der Seineufer sind detailgetreue Abbildungen des Pariser Alltagslebens während der Belle Époque. Ein Beispiel dafür ist das Gemälde La Pâtisserie Gloppe aus dem Jahr 1889. Der Stil seiner Malerei bewegt sich zwischen akademischer Malerei und Impressionismus. Während die meisten Impressionisten dem turbulenten Paris entflohen und die Landschaft der Umgebung malten, fand Béraud in seinem Freund Édouard Manet und in Edgar Degas Vorbilder, zu deren Motiven ebenfalls die Darstellung des vitalen Stadtlebens gehörte. 
Ab 1890 wandte sich Béraud in seinen Bildern auch religiösen Themen zu. Diese Gemälde erinnern an niederländische Malerei des 17. Jahrhunderts. Im Salon 1891 stellte er mit La Madeleine chez le Pharisien eine biblische Szene aus, in der die dargestellten Personen zeitgenössische Kleidung tragen. Diese lebensnahe Umsetzung eines traditionellen Bildthemas galt der Kunstkritik jener Zeit als skandalös.

## Werke

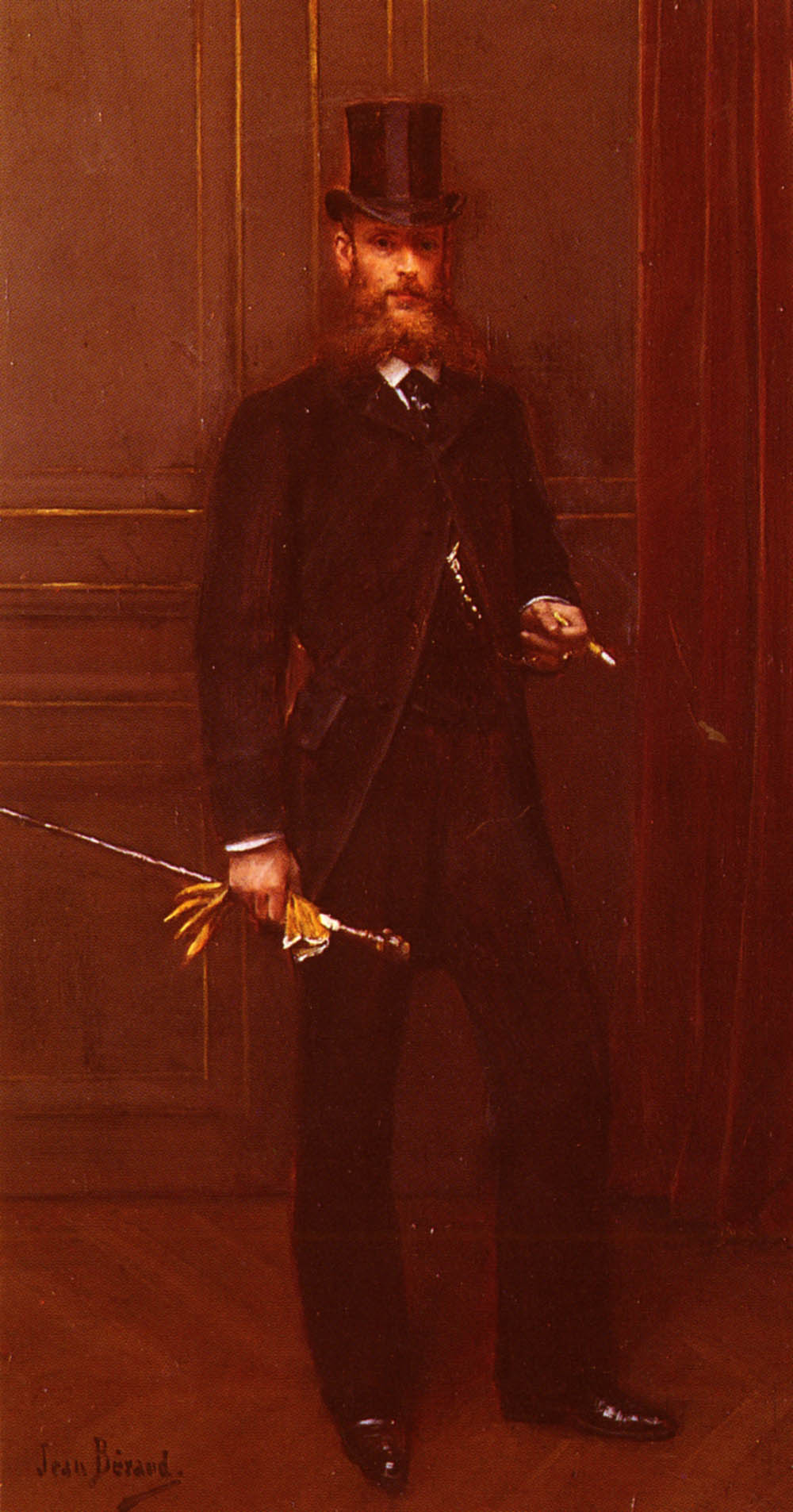
Portrait D'un Homme Elegant
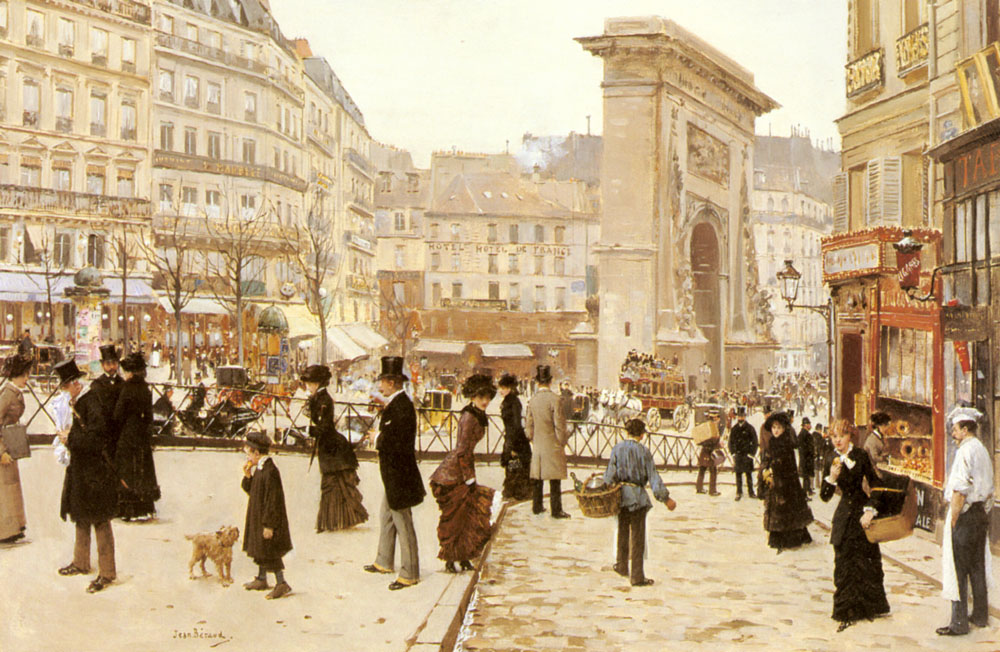
Le Boulevard St. Denis, Paris
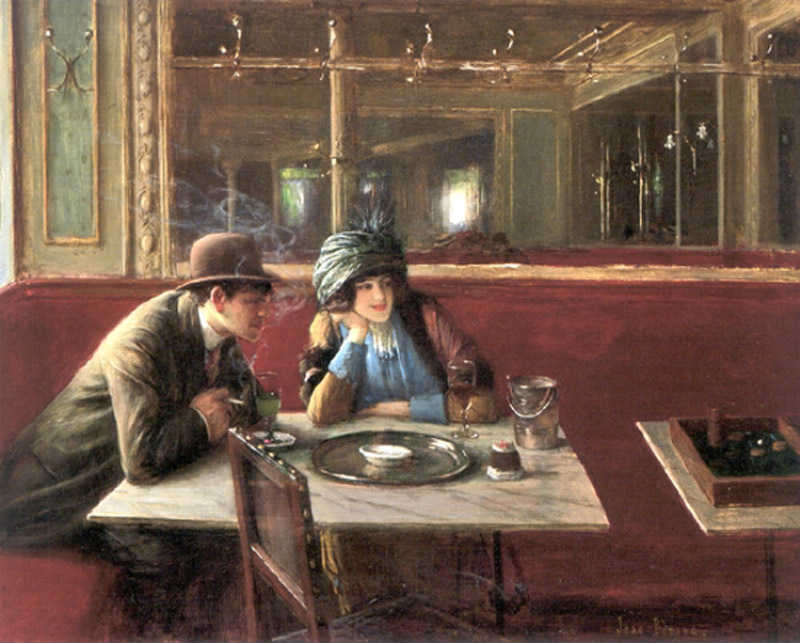
Au Café
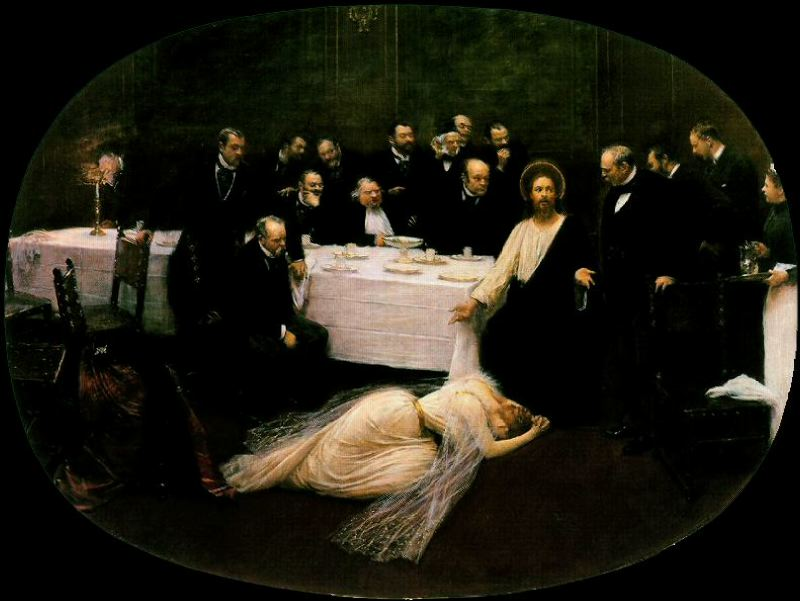
La Madeleine chez le Pharisien. Jesus, Maria Magdalena und Ernest Renan (in der Mitte), Verfasser von Das Leben Jesu.